# Nissan Serena
El Nissan Serena es un monovolumen fabricado por la marca japonesa Nissan desde 1991.

## Historia
La primera unidad del Serena apareció en junio de 1991 en Japón y en 1993 llegó a Europa desde la fábrica española de Nissan. 
Es el sucesor de la Nissan Vanette con la que comparte algunas de sus soluciones mecánicas, como son el motor, el cambio central y la propulsión trasera.
Inicialmente, el Serena se fabricó con un motor gasolina de 2 litros y un motor diésel de 2 litros y 66 CV. El motor de gasolina de 1.6 litros vino a reforzar la gama básica para asegurar un precio de entrada asequible. El diésel de 2 litros dio paso en 1994 al 2,3 litros más potente con 75 CV siendo ambos motores aspirados. 
En Japón, el Serena se fabrica sólo en gasolina, junto con una transmisión automática de cuatro velocidades y otra versión disponible con tracción en las cuatro ruedas.
La primera generación del Serena recibió una ligera reestilización en 1996.
También se fabricó una versión furgoneta denominada Vanette Cargo, que es la misma plataforma del monovolumen Serena pero destinada al sector industrial, algo más alta (techo sobreelevado) y con doble puerta trasera en lugar de un solo portón para facilitar la carga de mercancías. Los niveles de equipamiento fueron LX, SLX, SGX y SGXi.
En cuanto a la amortiguación, la delantera consistía en una McPherson con triángulo inferior y la trasera en unas ballestas con amortiguadores hidráulicos y eje rígido. En la versión de 2000 cc gasolina se montaron amortiguadores con muelles independientes traseros. Los frenos consistieron en unos discos ventilados de 257 mm delante y tambores traseros.
La producción del Nissan Serena (en Europa) duró desde 1991 hasta el año 2000.

### Serena gasolina
Se fabricaron con motores de 1600 y 2000 cc (motor SR20DE) en configuraciones de carrocería con 5 y 7 plazas. Las opciones disponibles incluían aire acondicionado, elevalunas eléctricos, cierre centralizado, airbag y espejos motorizados. Las primeras versiones disponían de suspensión McPherson con triángulo inferior delante y ballestas traseras. No obstante la versión de 2000cc se fabricó con suspensión trasera por muelles independientes lo cual le confirió un mayor confort y una estabilidad envidiables y desconocidas en el resto de modelos.
Para el mercado Japonés se fabricaron versiones con cambio automático y otras con tracción total permanente “4WD”.

### Serena diésel
Las versiones diésel solían tener una configuración interior más básica aunque también existieron versiones con buen acabado interior (SLX), cierre centralizado y aire acondicionado. Para este modelo se fabricaron carrocerías de 2, 5 y 7 plazas siendo las de 2 plazas destinadas a vehículos de carga de mercancías.

El motor de 2.000 cc inicial lo heredó de la Vanette. Su motorización diésel más alta, el motor de 2.283 cc atmosférico (LD23), ofrecía una potencia de 75 CV a 4300 rpm, que era realmente escasa para sus 1505 kg de peso en vacío, y un par motor de 14,8 mkg a 2300 rpm. Afortunadamente disponía de unas relaciones de cambio realmente cortas en 1.ª, 2.ª y 3.ª lo que les hacían ideales como furgón de paquetería. 

En este sentido se fabricó una versión, destinada al mercado de reparto, de carrocería muy similar aunque más larga y con techo sobreelevado, que la hacía ligeramente más alta, y doble portón trasero para facilitar la carga de mercancías. A esta versión de carrocería se la denominó Vanette Cargo ya que estaba destinada a sustituir a su predecesora, la Vanette.

Todas las versiones diésel disponían de suspensión McPherson con triángulo inferior delante y ballestas traseras. Debido a la escasa potencia de estas versiones la velocidad máxima apenas llegaba a 135 km/h.Todas las versiones disponían de la configuración de motor/cambio central y propulsión trasera.

## Primera generación (C23, 1991-2000)
Los modelos se fabricaron en Japón a partir de 1991 y muchos se importaron a Australia y el Reino Unido. Nissan produjo muchos niveles de acabado diferentes: FX, SX, etc. También se produjeron versiones con tracción total (a tiempo completo) que proporcionaban mayor estabilidad y mejor manejo. El motor diésel de 2,3 litros de aspiración natural nunca se fabricó para el mercado japonés y su disposición de los asientos y el equipamiento interior no son los mismos que los modelos de gasolina de 2,0 litros (SR20DE), diésel de 2,0 litros CD20 y turbodiésel CD20T fabricados en Japón para el mercado local. Era exclusivo de los concesionarios japoneses de Nissan llamados Nissan Bluebird Store.
A lo largo de su producción, el modelo C23 sufrió varias renovaciones, aunque el diseño interior y la carrocería se mantuvieron en gran medida sin cambios, por ejemplo, la adición de airbags y asientos corridos para la segunda y la tercera filas. Cada modelo renovado puede identificarse por el diseño de la parrilla delantera, que se actualizó en 1994 y 1997.
En los mercados europeos, el C23 Serena contaba con motores de gasolina 1.6 o 2.0 L, o con motores diésel 2.3 L LD23. Los niveles de acabado eran LX, SLX, SGX y SGXi. En su día, Auto Express nombró al Serena como el turismo más lento en la prueba de referencia de 0 a 100 km/h, y la versión diésel de 2,3 litros (añadida a mediados de los 90) tardaba 27,8 segundos en alcanzar esa velocidad.
Hasta aproximadamente 2002 el motor de gasolina de serie era un SR20DE. A lo largo de los años se utilizaron otros motores, incluyendo el diésel específicamente el CD20 (para la versión de furgoneta comercial), CD20T 1.973 cc diésel turbo, y el CD20ET.

### Europa
La Nissan Vanette fue una serie de pequeñas furgonetas fabricadas en España por Nissan junto a los modelos Serena del mercado europeo. La furgoneta se fabricó en dos versiones, la Vanette E, que compartía la carrocería básica con el monovolumen Nissan Serena, diferenciándose únicamente en que no tenía ventanas traseras ni asientos para los pasajeros, y la Vanette Cargo, que era más larga y tenía una línea de techo más alta por detrás de los asientos delanteros.
En junio de 1998 el Grupo LDV llegó a un acuerdo con Nissan para vender una versión renombrada del Vanette Cargo, se denominó LDV Cub y se vendió en Gran Bretaña junto con el Vanette. El modelo se dejó de fabricar en 2000 y se sustituyó por una versión rebautizada del Renault Trafic denominada Nissan Primastar, que se produce en Luton (Inglaterra) y Barcelona (España).

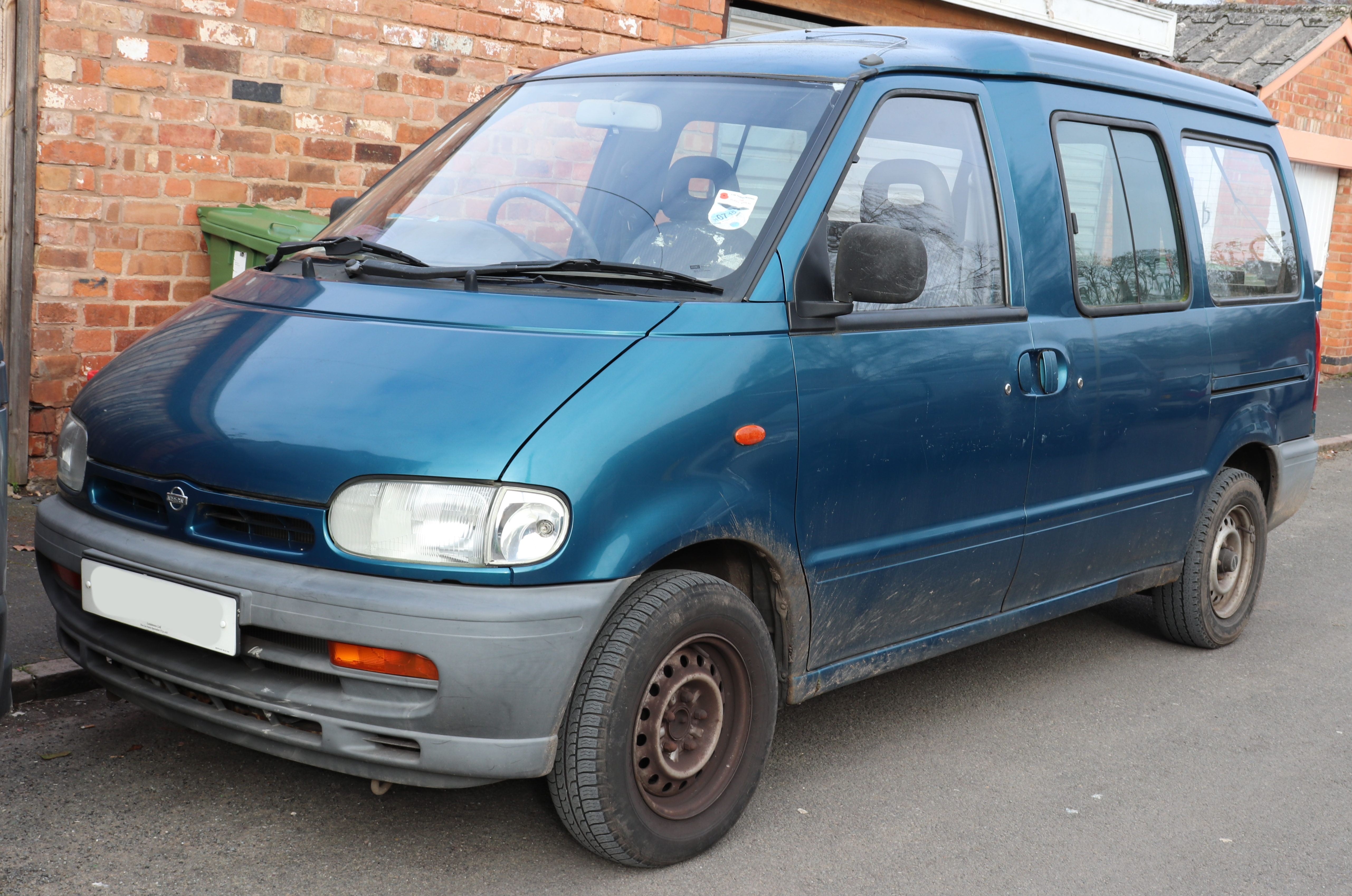

## Segunda generación (C24, 2000-2005)
La segunda generación del Serena se lanzó en Japón en junio de 1999. Estas versiones tuvieron un lavado de cara con una mayor variedad de motores y colores. A partir de diciembre de 2001, el Serena uso el motor Nissan QR20DE y el motor Nissan QR25DE. Todos los C24 Serena anteriores al lavado de cara tenían un motor de 2,0 L, mientras que el motor opcional de 2,5 L estuvo disponible a partir de 2002. Tras la implantación de la asociación entre Nissan y Renault los monovolúmenes de Nissan se retiraron de Europa, donde los productos de Renault, como el Renault Espace y el Renault Scénic, se vendían y tenían mejor aceptación.
A diferencia de la generación anterior, en Europa ya no se ofrece este modelo.

### Versión taiwanesa
En Taiwán, una versión alargada del Serena C24 ha sido fabricada por Yulon bajo la marca Nissan. El Serena taiwanés es 141 mm más largo que el original, todo ello detrás del pilar C. La versión taiwanesa sigue en producción (2012) y sólo está disponible con el motor QR25DE de 2,5 litros y 160 CV (118 kW), unido a un cambio manual de 5 velocidades o automático de 4 velocidades.

### Versiones chinas y del sudeste asiático
Los coches del mercado indonesio utilizan el motor de gasolina QR20DE de 2,0 litros. Los acabados disponibles en Indonesia son Comfort Touring, Highway Star y Autech. El nivel de acabado Comfort Touring no viene equipado con puerta corredera eléctrica ni cámara de marcha atrás, mientras que el Highway Star y el Autech sí. El C24 Serena también fue fabricado por Edaran Tan Chong Motor Sdn Bhd en Kuala Lumpur, Malasia. En la República Popular China, el Serena Mk. II fue rediseñado, rebautizado y renombrado como Dongfeng Succe y es producido por su filial Zhengzhou Nissan Automobile.

### Galería
|                                     |
| Nissan Serena (C24) Facelift, Japón |

## Tercera generación (C25, 2005-2010)
El Nissan Serena C25 debutó en Japón en mayo de 2005. Este modelo solo se vendió en los mercados nacionales de Japón, Hong Kong, Singapur, Indonesia y Brunéi.
En 2007, 2008 y 2009, el Serena C25 fue el monovolumen más vendido en Japón.
Este modelo también se vendió como Suzuki Landy en Japón, una práctica que se mantiene con la cuarta generación del Serena.
La tercera generación se dejó de vender en Japón a finales de 2010, pero para los mercados de exportación continuó hasta 2011.

## Cuarta generación (C26, 2010-2016)
El Nissan Serena 2011 salió a la venta a finales de noviembre de 2010 en el mercado japonés, equipado con un nuevo motor de gasolina de 2,0 litros MR20DD de inyección directa en línea. Este modelo se vende actualmente en Japón, Hong Kong, Malasia e Indonesia.
En agosto de 2012, Nissan incorporó su nuevo sistema híbrido simple denominado Smart Simple Hybrid o S-HYBRID. Al Nissan Serena C26 S-HYBRID se le mejoró la capacidad de regeneración y la potencia de salida del motor ecológico, que es un alternador que se utiliza para que el Serena de Nissan tenga un mecanismo de parada al ralentí y sea capaz de volver a arrancar un motor. Nissan ha añadido una subbatería de plomo en la sala de máquinas para ampliar la capacidad de regeneración de energía.[cita requerida] El Serena tiene un ahorro de combustible de 15,2 km/L en el modo de prueba JC08.
En Indonesia, el C26 Serena se ensambló localmente y salió a la venta en enero de 2013. La versión Autech del acabado Highway Star se añadió en septiembre de 2013. La versión facelift del C26 Serena se lanzó el 13 de marzo de 2015.
En Malasia, Tan Chong lanzó el Nissan Serena S-Hybrid en julio de 2013, importado íntegramente de Japón y disponible solo en un nivel de acabado: Highway Star[9][10] En noviembre de 2014, se lanzó la versión facelift, ensamblada localmente en Malasia y disponible en dos niveles de acabado: Highway Star y Premium Highway Star. En julio de 2016, se pusieron a la venta las versiones Impul.

## Quinta generación (C27, 2016-2022)
Nissan presentó la quinta generación del Serena el 6 de julio de 2016, y las ventas comenzaron en Japón el 24 de agosto de ese año. El nuevo Serena recibió la tecnología ProPilot, que realiza el centrado de carril. El sistema está diseñado para su uso en autopista, y solo se utilizará en el tráfico de un solo carril como medio para mantener el coche entre las líneas de un carril en la autopista. El sistema de Nissan es operativo a velocidades entre 30 km/h y 100 km/h, y está diseñado para mantener el vehículo en el centro de un carril leyendo las marcas y controlando la dirección. El Propilot puede seguir las curvas y controla automáticamente la distancia entre el vehículo que le precede.
El Serena e-Power salió a la venta en febrero de 2018. Está propulsado por el motor HR12DE de tres cilindros en línea combinado con un extensor de autonomía sin toma de corriente.
El C27 Serena debutó en Hong Kong en 2017.
En Malasia, el Nissan Serena S-Hybrid C27 se lanzó el 14 de mayo de 2018 como un monovolumen de 7 plazas ensamblado localmente y disponible en dos niveles de equipamiento: Highway Star y Premium Highway Star.
En Singapur, durante el Salón del Automóvil de Singapur de 2019 se exhibió un Nissan Serena con motor e-Power.
En Indonesia, el C27 Serena se lanzó el 19 de febrero de 2019 y es totalmente importado de Japón.
El C27 Serena recibió un lavado de cara en Japón el 1 de agosto de 2019.

### Gallery
|                                                     |
| 2016 Nissan Serena X (C27; pre-facelift, Hong Kong) |

|                                                                    |
| 2016 Nissan Serena Highway Star VIP (C27; pre-facelift, Hong Kong) |

|                                                                    |
| 2016 Nissan Serena Highway Star VIP (C27; pre-facelift, Hong Kong) |

|                                                |
| 2019 Nissan Serena XV (GFC27; facelift, Japan) |

|                                                |
| 2019 Nissan Serena XV (GFC27; facelift, Japan) |

|                                                            |
| 2019 Nissan Serena Highway Star V (GFC27; facelift, Japan) |

|                                                            |
| 2019 Nissan Serena Highway Star V (GFC27; facelift, Japan) |

|                                                                        |
| 2019 Nissan Serena e-Power Highway Star V (HFC27; facelift, Hong Kong) |

|                        |
| Nissan Serena interior |